# کانسو براوز
کانسو براوز (انگلیسی: Kansu Braves) در دهه‌های اخیر دودمان چینگ (۱۶۴۴–۱۹۱۲) واحدی متشکل از ۱۰ هزار سرباز مسلمان چینی هوئی از استان شمال غربی گانسو بود.